# Данцигский крест
Данцигский крест (нем. Danziger Kreuz) — нацистский памятный знак вольного города Данциг.
Данцигский крест был учреждён 31 августа 1939 года гауляйтером Данцига Альбертом Форстером. Крест имел 2 класса. Этим знаком награждались те, кто внёс существенный вклад в развитие НСДАП в вольном городе.
Было вручено 88 крестов первого класса и 253 второго. Большинство из них было вручено на церемонии 24 октября 1939 года.

## Дизайн
По форме знак представляет собой тамплиерский крест (разновидность мальтийского креста) с гербом вольного города Данциг — двумя крестами (меньших размеров), расположенные один над другим, с короной сверху. Обратная сторона — чистая. Изготавливался из бронзы, покрывался позолотой и белой эмалью.
Крест второго класса прикреплялся к красно-жёлтой ленте, первого класса — на булавке.
Дизайн креста был создан Бенно фон Арентом.

## Список награждённых[1][2]

### Данцигский крест 1-го класса
- Людольф-Герман фон Альвенслебен
- Бенно фон Арент
- Эрих фон дем Бах
- Герман Геринг
- Рейнхард Гейдрих
- Иоахим фон Риббентроп
- Макс Симон
- Фриц Тодт
- Альберт Форстер
- Франц Ксавер Шварц

### Данцигский крест 2-го класса
- Ганс Баур
- Курт Далюге
- Артур Зейсс-Инкварт
- Леонардо Конти
- Вернер Лоренц
- Юлиус Шауб